# Liste von Museumsverbünden
Ein Museumsverbund ist ein regionaler, nationaler oder internationaler organisatorischer Zusammenschluss von Museen.
Als Museumsverbünde treten auf:
Deutschland
- 3Landesmuseen, Braunschweig
- Kulturstiftung Hansestadt Lübeck
- Kunstmuseen Krefeld
- Museen Böttcherstraße, Bremen
- Museen der Stadt Dresden
- Museen der Stadt Nürnberg
- Museumsnetzwerk „Antike in Bayern“
- Museumsverbund Auerbergland
- Museumsverbund Lüchow-Dannenberg
- Museumsverbund Ostfriesland
- Museumsverbund Pankow, Berlin
- Museumsverbund Rhön-Saale
- Reiss-Engelhorn-Museen, Mannheim
- Schlesisch-Oberlausitzer Museumsverbund
- Senckenberg Naturhistorische Sammlungen Dresden
- Staatliche Ethnographische Sammlungen Sachsen
- Staatliche Kunstsammlungen Dresden
- Staatliche Museen zu Berlin
- Städtische Museen der Stadt Freiburg im Breisgau
- Stiftung Schleswig-Holsteinische Landesmuseen
- Erlebniswelt Museen e. V.

Italien
- Rete Trentino Grande Guerra
- Südtiroler Landesmuseen

Kanada
- Les Musées de la civilisation, Quebec

Österreich
- MuseumsQuartier, Wien
- Museumsverbund Montafon
- Salzburg Museum

Slowakei
- Slowakische Nationalgalerie

Südafrika
- Iziko Museums of South Africa, Kapstadt

Vereinigtes Königreich 
- National Museums Liverpool
- National Museums Scotland

International
- Crossart, niederländisch-deutscher Museumsverbund
- Museumsverbund Gerhart Hauptmann, deutsch-polnischer Verbund der Gerhart-Hauptmann-Stätten